# ケルマーン州

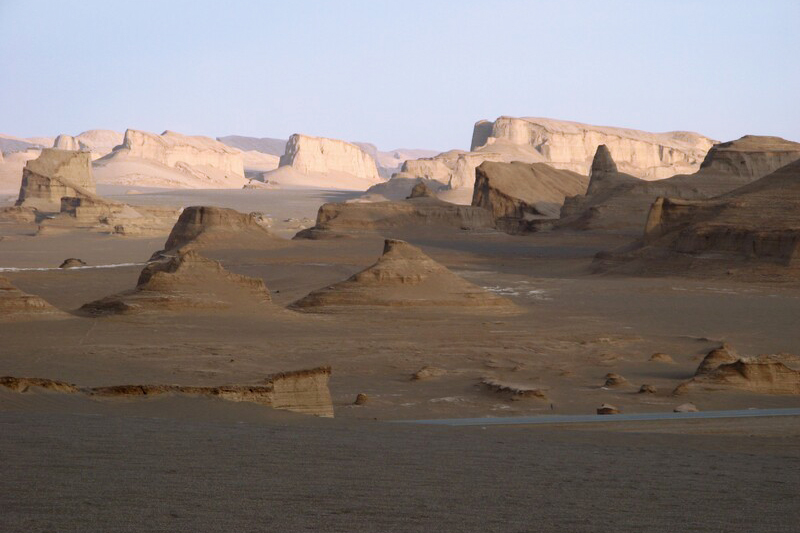
ケルマーン州内のルート砂漠。

ケルマーン州（ケルマーンしゅう、ペルシア語: استان کرمان, ラテン文字転写: Ostān-e Kermān）は、イランの州（オスターン）である。イラン南東部にあって州都はケルマーン。面積は181,714km²で、イラン国内で3番目に広い州である。人口は約320万。

## 歴史
ケルマーン地域に人々が住み着いたのは紀元前4千年紀にさかのぼり、イランでも歴史の古い地域の1つである。時の経過とともに歴史的遺跡が集まることになった。ジーロフト（en:Jiroft）のジーロフト文化はその例で、年代は不明であったが考古学的に紀元前2500年ころのものと判明している。文書史料ではケルマーンは勇敢あるいは戦闘を意味する「カルマニア」「ケルマニア」「ジェルマンヤ」の名であらわれる。ストラボンをはじめとするローマ帝国時代のギリシア語文献などでは Carmania として表れるのがそれで、タバリーなどのアッバース朝時代の記録によると、アルダシール1世が東方のスィジスターン地方から来襲するサカなどに対する防衛としてケルマーン地方に「ウェフ＝アルダフシール」 Weh-Ardaχšīr と称する城塞都市を建設したと伝えている。地理書など近世ペルシア語文献ではケルマーン市の古名や雅称としてガヴァーシール Gavāshīr 、バルダシール Bardashīr などといった名称が見られるが、これらは中期ペルシア語の近世ペルシア語による転訛形である（前者は w > k〜g 、後者は w > b への音韻変化）。
7世紀中頃、ヤズデギルド3世の追捕のためファールス地方に侵攻したアラブ軍は、ケルマーン地方の州都であったシールジャーンを陥落させ、この地域はイスラム帝国の支配に下った。
1048年、セルジューク朝の王族でマリク・シャーの兄であったカーヴルト・ベクがケルマーン地方を征服し、以後彼の一族がケルマーン周辺を領有する事となった。これがケルマーン・セルジューク朝の起源となる。しかし12世紀後半にホラーサーンからオグズ諸集団の侵入にさらされたが、後継者紛争で弱体化していたケルマーン・セルジューク朝はこれを撃退する事が出来ず、同王朝は1187年に首都ケルマーン市をオグズに包囲され、最後の君主ムハンマド・シャー3世がゴール朝へ亡命して滅亡した。その後オグズ集団をイラン高原から駆逐したホラズム・シャー朝が領有。1221年、アラーウッディーン・ムハンマドに臣従した西遼の将軍バラク・ハージブがモンゴル帝国との戦争で混乱していたケルマーン地方周辺を領有し、カラヒタイ朝を創建した。その後モンゴル帝国および西方遠征でイランに進撃してきたフレグに帰順してイルハン朝に服属する。ムザッファル朝、サファヴィー朝などの領有を受けた。
ケルマーンは自然災害の多い地域である。たとえば最近の洪水では、州南部の古代都市遺跡ジーロフトを掘り出した。2003年12月のバム地震で、世界最大の日干し煉瓦による建築物アルゲ・バムが破壊された。2005年2月22日の大地震ではケルマーン北部のザランドの街とその周辺で数百の犠牲者を出している（詳しくは2005年ザランド地震を参照）。

## 地理

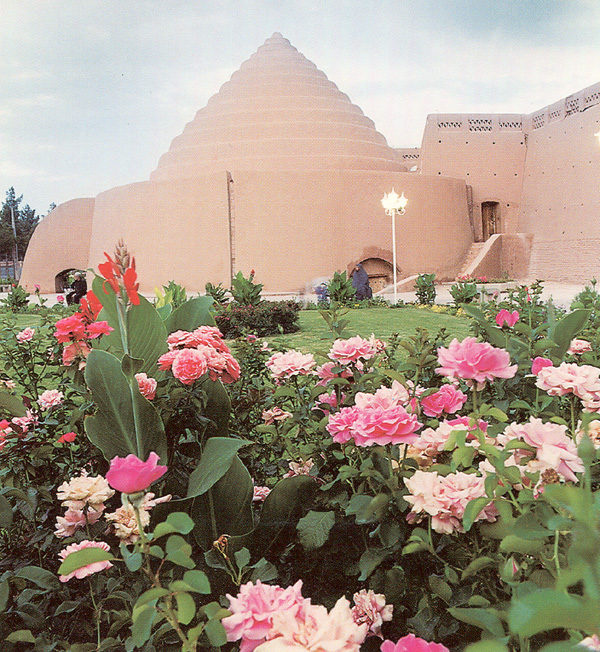
「ヤフチャール」と呼ばれる古い氷室（ケルマーン、中世）。夏季に氷を貯蔵する。

ケルマーン州はイラン中央部の諸山脈が走る。これらの山脈はアゼルバイジャンの火山帯にはじまり、イラン中央高原から枝分かれし、バルーチェスターンに終わるものであり、ケルマーン州にこれらの山脈のあいだの広大な平原を現出させている。バーシュギャルド、クーフバーナーン山地はもっとも標高の高いもので、トグロル、アルジェルド、パールヴァル、スィーラーチュ、アーバーレグ、ターフルードなどの山々がある。ほかにヤズド州からケルマーン州に至るチャッレ＝イェ・ジャズムーリヤーン山地には、メドヴァール、シャフレ・バーバク、クーフ・パンジュ、チェヘル・タン、ラーレザール、ヘザールバフル、アーセマーンなどの山々がある。中央部のヘザール山が最高標高点で海抜4,465mである。
州域の大部分はステップないし砂漠である。州内にはルート砂漠が存在する。点在するオアシスではナツメヤシ、オレンジ（イランでは国内最良との評）、ピスタチオなどを産する。灌漑はガナート（地下水路）に依存している。
気候は州内各地域で異なる。北部、北西部、中央部は乾燥しているが穏やかな気候、南部、南東部ではやや湿気を帯びて暖かい。ケルマーンの街とその周辺では、やや穏やかで乾燥した気候である。最高気温は39.6度、最低気温は-7度である。4月から7月にかけての月平均気温は20度から25度で、旅行に最適の季節である。

## 行政区分
主要郡（シャフレスターン）にがある。
1. en:Anar County
2. en:Anbarabad County
3. en:Arzuiyeh County
4. バーフト郡（英語版）
5. バム郡（英語版）
6. バルドスィール郡（英語版）
7. en:Fahraj County
8. en:Faryab County
9. ジーロフト郡
10. キャフヌージュ郡（英語版）
11. ケルマーン郡（英語版）
12. en:Kuhbanan County
13. en:Manujan County
14. en:Narmashir County
15. en:Qaleh Ganj County
16. en:Rabor County
17. ラフサンジャーン郡（英語版）
18. en:Ravar County
19. en:Rigan County
20. en:Rudbar-e Jonubi County
21. シャフレ・バーバク郡（英語版）
22. スィールジャーン郡（英語版）
23. ザランド郡（英語版）

## 住民
1996年には人口の約52.9%が都市部に46%が農村部に住み、1.1%が非定住生活を送っている。都市部の人口のうち人口約40万のケルマーンが80%を占め、この地域で最も発達した大都市である。

### 言語
ペルシア語、アフシャール語やガシュガーイー語に近いテュルク語、バルーチ語。

## 産業
ケルマーン州での観光は、自然については温泉や保養地、緑豊かな地域、山岳、湖沼、生態保護区、そして冒険家には砂漠の踏査などがある。一般的な観光旅行では、砂漠のなかに2000年間も保存されてきたアルゲ・バムやラーイェン城塞など世界にまれに見る遺跡がある。ケルマーン州からはイラン文化遺産協会に283ヵ所が登録されている。
ケルマーン州はイラン自動車産業に大きな部分を占める。シールジャーンには経済特別区が設定されており、ペルシア湾経由などで南方からの商品移入経路のためと考えられる。またアルゲ・ジャディード経済特別区も設定されている。
この他、サルチェシュメ鉱山のように、鉱業が行われている場所もある。

## 文化

### 高等教育機関
- ケルマーン医科大学
- ラフサンジャーン・ヴァーリー・アスル大学
- シャヒード・バーホナル大学
- ラフサンジャーン医科大学
- イスラーム自由大学バーフト
- イスラーム自由大学ザランド
- イスラーム自由大学ケルマーン
- イスラーム自由大学ジーロフト
- イスラーム自由大学バム
- イスラーム自由大学バルドスィール
- ケルマーン・ハージェ・ナースィル高等教育センター